# Іспансько-сенегальські відносини
Іспансько-сенегальські відносини — двосторонні та дипломатичні відносини між цими двома країнами. Сенегал має посольство в Мадриді та п’ять генеральних консульств у: Мадриді, Барселоні, Лас-Пальмас, Малазі та Санта-Крус-де-Тенерифе. Іспанія має посольство та консульство в Дакарі.

## Дипломатичні відносини
Дипломатичні відносини між Іспанією та Сенегалом йшли по безперервній і дружній лінії з 3 березня 1965, незабаром після проголошення її незалежною республікою. Однак посольство Сенегалу в Іспанії закрило свої двері у 1991-2001 з бюджетних причин, під час яких були зроблені кроки від посольства африканської країни в Парижі. Після відновлення представництва в Мадриді відбулося посилення інституційних контактів на всіх рівнях, що поновило двосторонні відносини, які, хоча історично характеризувалися низькою інтенсивністю, не переставали зростати.
Наголошує на візиті С.М. Королева Донья Софія у більш ніж 2006 році у супроводі SECI, що відбувається в рамках візиту до кількох проектів іспанського співробітництва та зростальної участі Іспанії в гуманітарних проектах у Сенегалі. Справжній перелом у відносинах стався влітку 2006 року з нагоди кризи каюкос, яка передбачала масовий приїзд майже 30 000 сенегальських іммігрантів уздовж Канарських островів. Відтепер відносини почали базуватися на пошуку спільної стратегії у боротьбі з нелегальною імміграцією, і вони дозрівали протягом 2006 і 2007 років, поки не стали справжнім партнерством, яке набагато перевищує сферу міграції. підходу, візити делегацій міністерств внутрішніх справ, закордонних справ, юстиції та праці та соціальних питань почали відбуватися часто, завершившись у грудні 2006 року першим візитом президента іспанського уряду Хосе Луїса Родрігеса Сапатеро до Республіки Сенегал.  

### Співпраця
З іншого боку, була розроблена розгалужена програма співпраці, яка робила особливий акцент на наданні ресурсів сенегальським владам для нагляду за їх територією, а також на зміцненні їх потенціалу. З тих пір і по сьогоднішній день відносини з Республікою Сенегал мали значне зростання, а інституційні візити в обох напрямках продовжували відбуватися на найвищому рівні. З сенегальської сторони постійні візити міністра внутрішніх справ Нгом, а також поїздки президента Вейда у 2007 році; на Канарські острови з нагоди відкриття Каса-Африка та в Мадрид для участі у Першій конференції Альянсу цивілізацій. Зовсім недавно, візит у 2009 році міністра закордонних справ Шейха Тідіана Гадіо для підписання Спільної комісії з питань співпраці, візит до Мадрида міністра закордонних справ Мадіке Ніанг (2009), а також інших, таких як міністри закордонних справ морської економіки (2010), юстиції (2011) та Збройних сил (2011). Президент республіки, Маккі Салл, відвідав Мадрид 15 грудня 2014 року та провів робочі зустрічі з Високоповажним Королем та Президентом Уряду.

### Офіційні візити
Президент уряду Маріано Рахой та президент республіки Макі Салл провели зустріч на полях Генеральної Асамблеї ООН 25 вересня 2012 р. Також, як і вище, вони провели офіційну зустріч у Мадриді 15 вересня 2012 р. Грудень 2014 р.
Державний секретар з питань міжнародного співробітництва та з питань Латинської Америки Хесус Грасія відвідав Дакар 2 грудня 2013 року. 3 лютого 2014 року відбувся візит до Дакара державного секретаря з питань безпеки Франциско Мартінес. Міністр промисловості, енергетики та туризму Жозе Мануель Сорія відвідав Дакар 10 березня 2014 р.